# Lijst van gebouwen aan het Muntplein
De gebouwen aan de Muntplein in Amsterdam-Centrum dateren uit verschillende eeuwen en kennen een variëteit in bouwstijlen. De blikvanger aan het Muntplein is de Munttoren.

## Zuidkant van Muntplein
| Object                     | Bouwperiode | Monumentenstatus      | Omschrijving | Afbeelding |
| -------------------------- | ----------- | --------------------- | --- | ---------- |
| Muntplein 1 Amstel 2       | 1892        | rijksmonument 518344  | Architecten Dolf van Gendt/Johan Godart van Gendt Gebouwd voor Volharding, de tekst Volharding staat in de lijst boven de toegang van Amstel 2 en onder het raam van de 2e etage aan het Muntplein Verspreid over de gevels zijn beeldhouwwerken geplaatst. Er is jaartekst te lezen tussen de ramen op de eerste en tweede verdieping (MDCCCXCIII, 1893). De namen van de architecten zijn te lezen op een neut. Gebouw is intern doorgebroken met Reguliersbreestraat 1 |            |
| Reguliersbreestraat 1      | 1888        | gemeentelijk monument | Architect Evert Breman. Gebouwd voor een sigarenwinkel |            |
| Ingang Reguliersbreestraat |             |                       | |            |
| Reguliersbreestraat 2/2a   | 1875        | geen                  | Kreeg toen minstens een nieuw uiterlijk naar een ontwerp van Gebroeders de Ridder |            |
| Muntplein 5                |             | rijksmonument 3725    | Pand met halsgevel uit 18e eeuw met vleugelstukken in de stijl van de 17e eeuw |            |
| Muntplein 7                |             | rijksmonument 3726    | Pand met 18e-eeuwse gevel onder een rechte lijst uit de 19e eeuw |            |
| Muntplein 9                |             | rijksmonument 3727    | Pand met gevel onder een verhoogde lijst met consoles en zandstenen attiek (18e eeuw) Lange tijd in gebruik bij drukkerij Van Mangtem; sinds 1973 in gebruik bij McDonald. Huisnummer 9 staat boven op de gevel vermeld |            |

## Noordkant van Muntplein
| Object                                           | Bouwperiode | Monumentenstatus       | Omschrijving | Afbeelding |
| ------------------------------------------------ | ----------- | ---------------------- | --- | ---------- |
| Muntplein 2-4 Kalverstraat 203-223 Rokin 164-168 |             | rijksmonument 3728     | Architect: Hendrik Petrus Berlage met kunstwerken van Lambertus Zijl |            |
| Muntplein 6 Kalverstraat 236                     | 1921        | gemeentelijke monument | Architect Johan Zeggen Gebouw in traditionele bouwstijl Het was jaren in gebruik bij fotografiebedrijf Heno |            |
| Muntplein 8                                      |             | geen                   | Een gebouw met een rechte daklijst, in 2019 al jaren in gebruik bij een handel in scheepsartikelen Andries de Jong, de naam wordt in de daklijst vermeld. Vanaf 2023 is er de winkel annex museumpje Het Muizenhuis gevestigd van Karina Schaapman |            |
| Muntplein 10                                     | 1976/1977   | geen                   | Grensde aan de achterzijde van de Plaza Bioscoop die in 1972 afbrandde. |            |
| Ingang kade Singel                               |             |                        | |            |
| Muntplein 12                                     | 1885-1887   | Gemeentelijk monument  | Architect: Willem Springer (stadsarchitect): Negentiende-eeuwse renaissancestijl; Piet Kramer: Onderdoorgang dateert van 1938-1939 |            |
| Muntplein 14                                     | 1619-1620   | Rijksmonument 3729     | Munttoren |            |

## Engelse Huizen
Al verdwenen sinds 1876 zijn de zogenaamde Engelse Huizen. Dit bouwblok stond tussen de Muntsluis en Doelensluis in. De Muntsluis was toen nog een “gewone” verkeersbrug met een breedte vergelijkbaar met die van de Doelensluis en lag in het verlengde van de Kalverstraat en Reguliersbreestraat. Op het stuk tussen die bruggen stond een afgebrande glasblazerij, waar ondernemer en speculant de Brit John Jorden zijn oog op had laten vallen, hij woonde zelf aan de Amstel. Hij mocht het perceel kopen en voorzien van huizen. Het werd een bouwblok van vijf identieke huizen met symmetrische opzet, zoals Hendrick de Leth heeft vastgelegd. Er was een nauwe doortocht tussen de Munttoren en het bouwblok. John Jorden liet het omstreeks 1625 bouwen. In de eeuwen daarna werd er druk verbouwd aan de panden. In de 19e eeuw vormden de panden een steeds groter wordend obstakel bij de toegenomen verkeersdrukte rond het Muntplein/Sophiaplein. In 1865 sneuvelde het meest westelijke gebouw van de vijf in verband met verbreding van de brug. Destijds was er al sprake van sloop van het gehele complex, maar de gemeente had te weinig geld om alles op te kopen. In 1876 gingen de andere vier huizen alsnog tegen te vlakte; de brug moest (weer) verbreed en verlaagd worden in verband met de komst van de paardentram.

Engelse Huizen volgens Henrik de Leth rond 1730
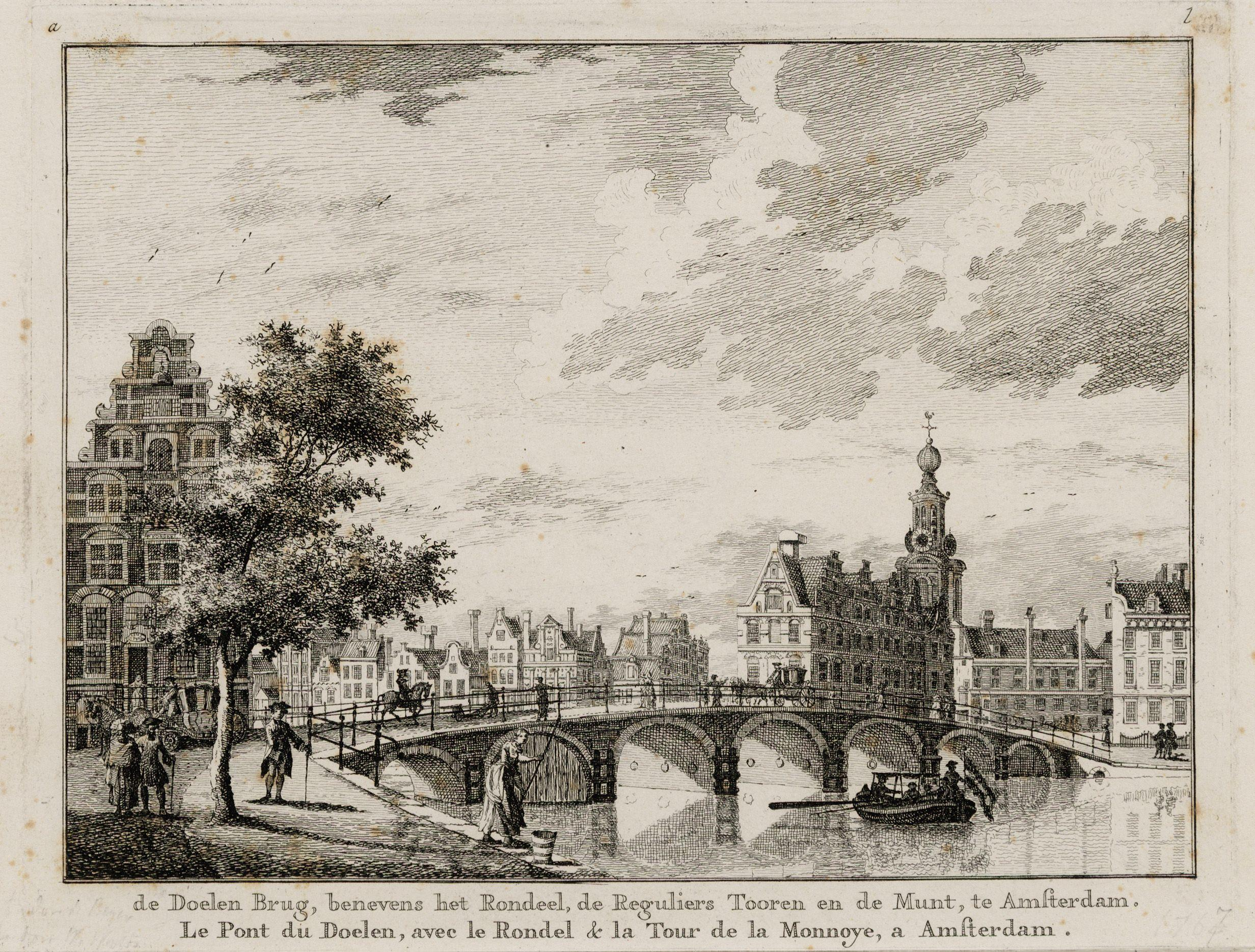
Engelse Huizen volgens Willem Writs rond 1767, gezien vanaf de Oude Turfmarkt
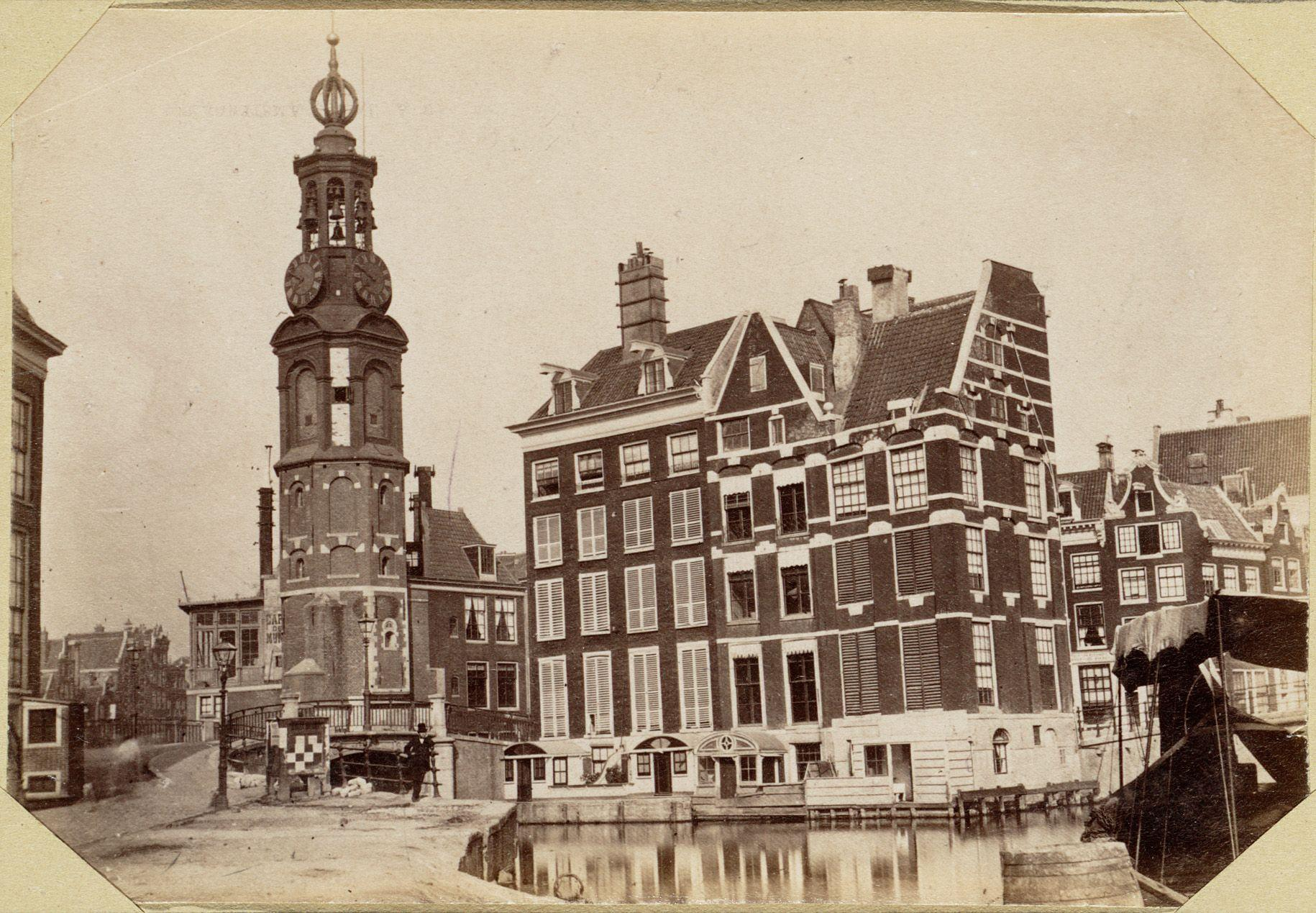
Nog maar vier van de vijf huizen rond 1873; links op de voorgrond de kade van de Amstel; rechts de Doelensluis/Roobrug

Centrum:
Achtergracht ·
Amstel ·
Begijnhof ·
Binnenkant ·
Bloemgracht ·
Bloemstraat ·
Brouwersgracht ·
Damrak ·
Eerste Weteringdwarsstraat ·
Egelantiersgracht ·
Entrepotdok ·
Geldersekade ·
Groenburgwal ·
Haarlemmerdijk ·
Haarlemmerstraat ·
Halvemaansteeg ·
Hartenstraat ·
Heiligeweg ·
Herengracht 
(Noordwest ·
Zuidwest ·
Zuid) ·
Herenstraat ·
Hoogte Kadijk ·
Kalverstraat ·
Keizersgracht
(Noordwest ·
Zuidwest ·
Zuid) ·
Kerkstraat ·
Kloveniersburgwal ·
Kromboomssloot ·
Kromme Waal ·
Lange Leidsedwarsstraat ·
Lange Niezel ·
Langestraat ·
Lauriergracht ·
Laurierstraat ·
Leidsegracht ·
Leidsestraat ·
Leliegracht ·
Lijnbaansgracht ·
Lindengracht ·
Muntplein ·
Nieuwe Herengracht ·
Nieuwe Keizersgracht ·
Nieuwe Leliestraat ·
Nieuwe Looiersstraat ·
Nieuwendijk ·
Nieuwezijds Voorburgwal ·
Nieuwmarkt ·
Noordermarkt ·
Noorderstraat ·
Oude Waal ·
Oudebrugsteeg ·
Oudekerksplein ·
Oudeschans ·
Oudezijds Achterburgwal ·
Oudezijds Voorburgwal ·
Prins Hendrikkade ·
Prinseneiland ·
Prinsengracht
(Noordwest ·
Zuidwest ·
Zuid) ·
Rechtboomssloot ·
Reguliersbreestraat ·
Reguliersdwarsstraat ·
Reguliersgracht ·
Rembrandtplein ·
Rokin ·
Rozengracht ·
Singel 
(Noord ·
Zuid) ·
Spuistraat ·
Tuinstraat ·
Tweede Weteringdwarsstraat ·
Utrechtsedwarsstraat ·
Utrechtsestraat ·
Vijzelgracht ·
Warmoesstraat ·
Westerstraat ·
Zeedijk ·
Zwanenburgwal
Buurten in het Centrum:
Burgwallen-Nieuwe Zijde ·
Burgwallen-Oude Zijde ·
Grachtengordel ·
Haarlemmerbuurt ·
Jordaan ·
Nieuwmarkt en Lastage ·
Weesperbuurt en Plantage ·
Oostelijke Eilanden en Kadijken ·
De Weteringschans
Buiten het Centrum:
Nieuw-West ·
Noord (Durgerdam · Holysloot · Ransdorp · Zunderdorp) · 
Oost · 
West · 
Zuid · 
Zuidoost · 
Weesp